# Campylopus exasperatus
Campylopus exasperatus är en bladmossart som beskrevs av Bridel 1826. Campylopus exasperatus ingår i släktet nervmossor, och familjen Dicranaceae. Inga underarter finns listade i Catalogue of Life.